# Serica tokejii
Serica tokejii är en skalbaggsart som beskrevs av Shuhei Nomura 1959. Serica tokejii ingår i släktet Serica och familjen Melolonthidae. Inga underarter finns listade i Catalogue of Life.